# A Negra
A Negra ("La nera") è un dipinto della pittrice brasiliana Tarsila do Amaral, realizzato nel 1923 a Parigi, in Francia. Il quadro, che venne esposto alla prima mostra personale dell'artista, svoltasi nel 1926 alla galleria Percier di Parigi, è conservato al museo d'arte contemporanea dell'Università di San Paolo.

## Descrizione
Questo dipinto a olio su tela, di formato verticale, ritrae una donna nera nuda, apparentemente calva, che è seduta davanti a uno sfondo a raggi decorato con una foglia di banano, una pianta abbastanza comune nella flora brasiliana. Seduta a gambe incrociate, ella è ritratta mentre fa passare l'avambraccio sotto il suo seno destro, che sembra toccare il suo polpaccio. I tratti antinaturalistici, rigidi e geometrici della donna preannunciano quelli di molte creazioni successive dell'artista, prima fra tutte l'Abaporu, e anche l'astrazione dello sfondo precede delle creazioni artistiche che avranno modo di diffondersi in Brasile negli anni 1940.
L'opera può essere considerata il ricordo dell'artista di una schiava che abitava nella fazenda di famiglia: infatti, la schiavitù in Brasile venne abolita solo alla fine del secolo diciannovesimo, quando Tarsila era bambina, e la sua famiglia aveva posseduto degli schiavi.

## Omaggi
Un disegno ritraente il personaggio femminile della Negra appare nella copertina di Feuilles de route, un'opera di Blaise Cendrars, del 1924.